# Cutfather
Cutfather, właśc. Mich Hedin Hansen lub Mich Hansen (ur. 9 kwietnia 1968 w Holbæk) – duński autor tekstów i producent muzyczny.

## Dyskografia

### Single
| Rok  | Singel                                                                               |
| ---- | ------------------------------------------------------------------------------------ |
| 1988 | „U Know What I’m Saying” (feat. Cruz/Da Rock)                                        |
| 1989 | „Feeling' Special / Making Funky Music Is a Must!” (feat. DJ Soulshock & Doctor Jam) |

### Współpraca muzyczna
| Rok                               | Wykonawca                         | Album                                         | Piosenka                                       | Uwagi  |
| --------------------------------- | --------------------------------- | --------------------------------------------- | ---------------------------------------------- | ------ |
| 1989                              | Sybil                             | Sybil                                         | „Love’s Calling”                               |        |
| 1989                              | Chill Rob G                       | „Court Is Now in Session” (singel)            | „Court Is Now in Session”                      | Remiks |
| 1989                              | Tone Lōc                          | „Funky Cold Medina” (singel)                  | „Funky Cold Medina”                            | Remiks |
| 1990                              | Dodo and the Dodo’s               | „Pigen med det røde hår” (singel)             | „Pigen med det røde hår”                       | Remiks |
| 1991                              | Lucas                             | To Rap My World Around You                    | „Show Me Your Moves”                           |        |
| „Rap the Night Around U”          | Lucas                             | To Rap My World Around You                    |                                                |        |
| „Sitting in a Breeze with Jazz”   | Lucas                             | To Rap My World Around You                    |                                                |        |
| „The Brown Rose”                  | Lucas                             | To Rap My World Around You                    |                                                |        |
| „Child of the Night”              | Lucas                             | To Rap My World Around You                    |                                                |        |
| „Storm Warning”                   | Lucas                             | To Rap My World Around You                    |                                                |        |
| „Cholesterol Mind”                | Lucas                             | To Rap My World Around You                    |                                                |        |
| „French Pastry”                   | Lucas                             | To Rap My World Around You                    |                                                |        |
| „Check Your Mind at the Door”     | Lucas                             | To Rap My World Around You                    |                                                |        |
| „Opening up My Inner Doors”       | Lucas                             | To Rap My World Around You                    |                                                |        |
| „The Sun Gives Birth to the City” | Lucas                             | To Rap My World Around You                    |                                                |        |
| „The Ice Age”                     | Lucas                             | To Rap My World Around You                    |                                                |        |
| Queen Latifah                     | Nature of a Sista                 | „Give Me Your Love”                           |                                                |        |
| Queen Latifah                     | Nature of a Sista                 | „Love Again”                                  |                                                |        |
| Queen Latifah                     | Nature of a Sista                 | „Bad as a Mutha”                              |                                                |        |
| Queen Latifah                     | Nature of a Sista                 | „Fly Girl”                                    |                                                |        |
| 1992                              | Cookie Crew                       | Fade to Black                                 | „Brother Like Sister”                          |        |
| 1992                              | Patti LaBelle                     | Live!                                         | „All Right Now”                                |        |
| 1993                              | Ultra Naté                        | One Woman's Insanity                          | „Show Me”                                      |        |
| 1994                              | CeCe Peniston                     | Thought 'Ya Knew                              | „I’m in the Mood”                              |        |
| 1994                              | CeCe Peniston                     | Thought 'Ya Knew                              | „Hit by Love”                                  |        |
| 1994                              | CeCe Peniston                     | Thought 'Ya Knew                              | „Keep Givin' Me Your Love”                     |        |
| 1995                              | Jaki Graham                       | Hold On                                       | „Seek & You Will Find”                         |        |
| 1995                              | Jaki Graham                       | Hold On                                       | „Heaven”                                       |        |
| 1995                              | Jaki Graham                       | Hold On                                       | „Saving It up”                                 |        |
| 1995                              | Blacknuss                         | „It Should Have Been You” (singel)            | „It Should Have Been You”                      | Remiks |
| 1996                              | Blacknuss                         | „Dinah” (singel)                              | „Dinah”                                        | Remiks |
| 1996                              | Peter Andre                       | Natural                                       | „Natural”                                      |        |
| 1996                              | Peter Andre                       | Natural                                       | „I Feel You”                                   |        |
| 1996                              | Peter Andre                       | Natural                                       | „Message to My Girl”                           |        |
| 1996                              | Sandra St. Victor                 | Mack Diva Saves the World                     | „Since You Been Gone”                          |        |
| 1996                              | Damage                            | „Love II Love” (singel)                       | „Love II Love”                                 | Remiks |
| 1996                              | Brownstone                        | „5 Miles to Empty” (singel)                   | „5 Miles to Empty”                             | Remiks |
| 1996                              | Shola Ama                         | „You're the One I Love” (singel)              | „You're the One I Love”                        | Remiks |
| 1997                              | Mark Morrison                     | Return of the Mack                            | „Return of the Mack”                           |        |
| 1997                              | Gina G                            | Fresh!                                        | „Missin' You Like Crazy”                       |        |
| 1997                              | Peter Andre                       | Time                                          | „Lonely”                                       |        |
| 1997                              | Skunk Anansie                     | „Brazen (Weep)” (singel)                      | „Brazen (Weep)”                                | Remiks |
| 1997                              | All Saints                        | „I Know Where It's at” (singel)               | „I Know Where It's at”                         | Remiks |
| 1997                              | Bootsy Collins                    | „I’m Leavin’ U (Gotta Go, Gotta Go)” (singel) | „I’m Leavin’ U (Gotta Go, Gotta Go)”           | Remiks |
| 1997                              | Brownstone                        | „Kiss & Tell” (singel)                        | „Kiss & Tell”                                  | Remiks |
| 1997                              | Damage                            | „Love Guaranteed” (singel)                    | „Love Guaranteed”                              |        |
| 1997                              | Destinée                          | „Paradis Secret” (singel)                     | „Paradis Secret”                               |        |
| 1997                              | Fatima Rainey                     | Love Is a Wonderful Thing                     | „The Weakest Link”                             |        |
| 1997                              | First Class                       | „Strictly Rollin'” (singel)                   | „Kiss & Tell”                                  | Remiks |
| 1997                              | Shola Ama                         | „You Might Need Somebody” (singel)            | „You Might Need Somebody”                      | Remiks |
| 1997                              | Tony Momrelle                     | „Let Me Show You” (singel)                    | „Let Me Show You”                              | Remiks |
| 1997                              | Ultimate Kaos                     | „Casanova” (singel)                           | „Casanova”                                     | Remiks |
| 1998                              | Christina Undhjem                 | Watching You                                  | „Just No Other Way”                            |        |
| „Need to Know”                    | Christina Undhjem                 | Watching You                                  |                                                |        |
| „I'll Make It up to You”          | Christina Undhjem                 | Watching You                                  |                                                |        |
| „Love of a Lifetime”              | Christina Undhjem                 | Watching You                                  |                                                |        |
| „I'll Be Around”                  | Christina Undhjem                 | Watching You                                  |                                                |        |
| „I Still Believe”                 | Christina Undhjem                 | Watching You                                  |                                                |        |
| Five                              | „When the Lights Go Out” (singel) | „When the Lights Go Out”                      | Remiks                                         |        |
| Five                              | 5ive                              | „That’s What You Told Me”                     |                                                |        |
| Ace of Base                       | Flowers                           | „Cruel Summer”                                |                                                |        |
| Ace of Base                       | Flowers                           | „Adventures in Paradise”                      |                                                |        |
| Ace of Base                       | Flowers                           | „Everytime It Rains”                          |                                                |        |
| B*Witched                         | B*Witched                         | „Rollercoaster”                               |                                                |        |
| Andrea Martin                     | The Best of Me                    | „Steppin'”                                    |                                                |        |
| Andrea Martin                     | The Best of Me                    | „Breaking of My Heart”                        |                                                |        |
| Billie                            | Honey to the B                    | „Girlfriend”                                  | Remiks                                         |        |
| Billie                            | Honey to the B                    | „She Wants You”                               | Remiks                                         |        |
| Billie                            | Honey to the B                    | „Party on the Phone”                          | Remiks                                         |        |
| Billie                            | Honey to the B                    | „I Dream”                                     | Remiks                                         |        |
| Another Level                     | Another Level                     | „Freak Me”                                    | Remiks                                         |        |
| Another Level                     | Another Level                     | „I Want You for Myself”                       |                                                |        |
| Another Level                     | Another Level                     | „Be Alone No More”                            |                                                |        |
| Søren Sko                         | Sko                               | „Revelation”                                  |                                                |        |
| Søren Sko                         | Sko                               | „Someone to Hold Me Tonight”                  |                                                |        |
| Søren Sko                         | Sko                               | „Do You Care”                                 |                                                |        |
| Celetia                           | „Rewind” (singel)                 | „Rewind”                                      | Remiks                                         |        |
| Charlotte                         | „Be Mine” (singel)                | „Be Mine”                                     | Remiks                                         |        |
| Jessica Folcker                   | Jessica                           | „Falling in Lovi”                             |                                                |        |
| Jessica Folcker                   | Jessica                           | „Anywhere Is Paradise”                        |                                                |        |
| Shola Ama                         | „Much Love” (singel)              | „Much Love”                                   | Remiks                                         |        |
| 1999                              | Westlife                          | Westlife                                      | „My Private Movie”                             |        |
| 1999                              | Me & My                           | Let the Love Go On                            | „I’m on My Way”                                |        |
| 1999                              | Me & My                           | Let the Love Go On                            | „I’m Going Down”                               |        |
| 1999                              | Me & My                           | Let the Love Go On                            | „Take Me Back”                                 |        |
| 1999                              | Me & My                           | Let the Love Go On                            | „Every Single Day”                             |        |
| 1999                              | Me & My                           | Let the Love Go On                            | „You Do That Thing”                            |        |
| 1999                              | Five                              | „If Ya Gettin' Down” (singel)                 | „When I Remember When”                         |        |
| 1999                              | LFO                               | LFO                                           | „Cross My Heart”                               |        |
| 1999                              | LFO                               | LFO                                           | „I Don’t Wanna Kiss You Goodnight”             |        |
| 1999                              | LFO                               | LFO                                           | „Think About You”                              |        |
| 1999                              | LFO                               | LFO                                           | „I Will Show You Mine”                         |        |
| 1999                              | LFO                               | LFO                                           | „Your Heart Is Safe with Me”                   |        |
| 1999                              | Angie Stone                       | Black Diamond                                 | „Life Story”                                   |        |
| 1999                              | Another Level                     | Nexus...                                      | „Bomb Diggy”                                   |        |
| 1999                              | B*Witched                         | Awake and Breathe                             | „Jesse Hold on”                                |        |
| 1999                              | B*Witched                         | Awake and Breathe                             | „Jump Down”                                    |        |
| 1999                              | Coco Lee                          | Just No Other Way                             | „Can’t Get Over”                               |        |
| 1999                              | Gary Barlow                       | Twelve Months, Eleven Days                    | „Walk”                                         |        |
| 2000                              | A1                                | „No More” (single)                            | „No More”                                      | Remiks |
| 2000                              | Atomic Kitten                     | „See Ya” (single)                             | „See Ya”                                       | Remiks |
| 2000                              | Christina Aguilera                | „I Turn to You” (single)                      | „I Turn to You”                                | Remiks |
| 2000                              | Worlds Apart                      | Here and Now                                  | „Forever Girl”                                 |        |
| 2000                              | Worlds Apart                      | „I Will” (singel)                             | „Here and Now”                                 |        |
| 2000                              | No Authority                      | No Authority                                  | „I’m Telling You This”                         |        |
| 2000                              | No Authority                      | No Authority                                  | „Can I Get Your Number (a Girl Like You)”      |        |
| 2000                              | No Authority                      | No Authority                                  | „Don't Get Better”                             |        |
| 2000                              | No Authority                      | No Authority                                  | „Make You Dance”                               |        |
| 2000                              | Cleopatra                         | Steppin’ Out                                  | „Come and Get Me”                              |        |
| 2001                              | O-Town                            | O-Town                                        | „We Fit Together”                              |        |
| LFO                               | Life Is Good                      | „6 Minutes”                                   |                                                |        |
| Kristine Blond                    | All I Ever Wanted                 | „All I Ever Wanted”                           |                                                |        |
| Kristine Blond                    | All I Ever Wanted                 | „Coming up for Air”                           |                                                |        |
| Kristine Blond                    | All I Ever Wanted                 | „You Belong to Someone Else”                  |                                                |        |
| Kristine Blond                    | All I Ever Wanted                 | „Teach Him”                                   |                                                |        |
| Kristine Blond                    | All I Ever Wanted                 | „This Is How I Wanna Be”                      |                                                |        |
| Kristine Blond                    | All I Ever Wanted                 | „Green Light”                                 |                                                |        |
| Kristine Blond                    | All I Ever Wanted                 | „This Party”                                  |                                                |        |
| Kristine Blond                    | All I Ever Wanted                 | „Love Shy”                                    |                                                |        |
| Kylie Minogue                     | Fever                             | „Good Like That”                              |                                                |        |
| Westlife                          | World of Our Own                  | „Imaginary Diva”                              |                                                |        |
| Blue                              | All Rise                          | „Too Close”                                   | Remix                                          |        |
| EyeQ                              | Let It Spin                       | „The World Outside My Door”                   |                                                |        |
| Sweet Female Attitude             | In Person                         | „Flowers”                                     |                                                |        |
| The Corrs                         | „Give Me a Reason” (singel)       | „Give Me a Reason”                            | Remix                                          |        |
| Bikini                            | „Do You Always” (singel)          | „Do You Always”                               | Remiks                                         |        |
| Dane Bowers                       | Facing the Crowd                  | „She’s Lying”                                 |                                                |        |
| D-Side                            | „Stronger Together” (singel)      | „Stronger Together”                           |                                                |        |
| 2002                              | Brandy                            | „Full Moon” (singel)                          | „Full Moon”                                    | Remiks |
| 2002                              | Blue                              | One Love                                      | „Flexin'”                                      |        |
| 2002                              | Blue                              | One Love                                      | „Don't Treat Me Like a Fool”                   |        |
| 2002                              | Robyn                             | Don’t Stop the Music                          | „Still Your Girl”                              |        |
| 2002                              | Holly Valance                     | Footprints                                    | „City Ain’t Big Enough”                        |        |
| 2002                              | Holly Valance                     | Footprints                                    | „Cocktails & Parties”                          |        |
| 2002                              | Blazin’ Squad                     | In the Beginning                              | „I Understand”                                 |        |
| 2002                              | Blazin’ Squad                     | In the Beginning                              | „Love on the Line”                             |        |
| 2002                              | Blazin’ Squad                     | In the Beginning                              | „Crossroads”                                   |        |
| 2002                              | Blazin’ Squad                     | In the Beginning                              | „I Belong to You (Every Time I See Your Face)” |        |
| 2002                              | Blazin’ Squad                     | In the Beginning                              | „Supastar”                                     |        |
| 2002                              | 3SL                               | „Take It Easy” (singel)                       | „Take It Easy”                                 | Remiks |
| 2002                              | 3SL                               | „Touch Me Tease Me” (singel)                  | „Touch Me Tease Me”                            | Remiks |
| 2002                              | 3rd Edge                          | „Know You Wanna” (singel)                     | „Know You Wanna”                               | Remiks |
| 2002                              | Tweet                             | „Call Me” (singel)                            | „Call Me”                                      | Remiks |
| 2003                              | Justin Guarini                    | Justin Guarini                                | „Doin' Things (We're Not Supposed to)”         |        |
| 2003                              | Blazin’ Squad                     | „Reminisce/Where the Story Ends” (singel)     | „Reminisce” (Radio Edit)                       |        |
| 2003                              | Blue                              | Guilty                                        | „Stand up”                                     |        |
| 2003                              | Jamelia                           | Thank You                                     | „Superstar”                                    |        |
| 2003                              | Blazin’ Squad                     | Now or Never                                  | „No Angels”                                    |        |
| 2003                              | Blazin’ Squad                     | Now or Never                                  | „Baby It's the Weekend”                        |        |
| 2003                              | Blazin’ Squad                     | „Flip Reverse” (singel)                       | „Nothing Like This”                            |        |
| 2003                              | Westlife                          | Turnaround                                    | „Lost in You”                                  |        |
| 2003                              | Tom Jones                         | „Black Betty” (singel)                        | „Black Betty”                                  |        |
| 2004                              | Christine Milton                  | Friday                                        | „Superstar”                                    |        |
| 2004                              | Christine Milton                  | Friday                                        | „All Night (Back on the Inside)”               |        |
| 2004                              | Christine Milton                  | Friday                                        | „Loneliness”                                   |        |
| 2004                              | Christine Milton                  | Friday                                        | „Whiketywhack (I Ain’t Coming Back)”           |        |
| 2004                              | Christine Milton                  | Friday                                        | „If You Leave Me Now”                          |        |
| 2004                              | Christine Milton                  | Friday                                        | „Addict”                                       |        |
| 2004                              | Peter Andre                       | The Long Road Back                            | „Never Gonna Give You up”                      |        |
| 2004                              | Peter Andre                       | The Long Road Back                            | „What Is Love?”                                |        |
| 2004                              | Clea                              | „Stuck in the Middle” (singel)                | „Stuck in the Middle”                          | Remiks |
| 2004                              | Laid Back                         | Happy Dreamer                                 | „Beautiful Day”                                |        |
| 2005                              | Jon                               | Today Is a Good Day (To Fall in Love)         | „Who U Gonna Run to”                           |        |
| 2005                              | Jon                               | Today Is a Good Day (To Fall in Love)         | „Every Girl I've Wanted”                       |        |
| 2005                              | Cassius Henry                     | „Gibberish” (singel)                          | „Gibberish”                                    | Remiks |
| 2005                              | Terri Walker                      | L.O.V.E                                       | „This Is My Time”                              |        |
| 2005                              | Terri Walker                      | L.O.V.E                                       | „Whoopsie Daisy”                               |        |
| 2005                              | Terri Walker                      | L.O.V.E                                       | „What the Hell”                                |        |
| 2005                              | Terri Walker                      | L.O.V.E                                       | „Ain’t No Love”                                |        |
| 2005                              | Terri Walker                      | L.O.V.E                                       | „Yes I Do”                                     |        |
| 2005                              | Billy Crawford                    | Big City                                      | „Go Go”                                        |        |
| 2006                              | Bent Fabric                       | –                                             | „Sweet Señorita!”                              |        |
| 2006                              | Shayne Ward                       | Shayne Ward                                   | „You're Not Alone”                             |        |
| 2006                              | Shayne Ward                       | Shayne Ward                                   | „Next to Me”                                   |        |
| 2006                              | Jamelia                           | Walk with Me                                  | „Ain’t a Love”                                 |        |
| 2007                              | Big Brovaz                        | Re-Entry                                      | „Must Be Crazy”                                |        |
| 2007                              | Corbin Bleu                       | Another Side                                  | „Deal with It”                                 |        |
| 2007                              | Jordin Sparks                     | Jordin Sparks                                 | „One Step at a Time”                           |        |
| 2007                              | Kylie Minogue                     | X                                             | „Like a Drug”                                  |        |
| 2007                              | Kylie Minogue                     | X                                             | „All I See”                                    |        |
| 2007                              | Kylie Minogue                     | X                                             | „Rippin' up the Disco”                         |        |
| 2007                              | Shayne Ward                       | Breathless                                    | „Stand by Your Side”                           |        |
| 2008                              | Pussycat Dolls                    | Doll Domination                               | „I Hate This Part”                             |        |
| 2008                              | Monrose                           | I Am                                          | „Certified”                                    |        |
| 2008                              | Monrose                           | I Am                                          | „Step Aside”                                   |        |
| 2008                              | The Saturdays                     | Chasing Lights                                | „If This Is Love”                              |        |
| 2008                              | Jessica Mauboy                    | Been Waiting                                  | „Burn”                                         |        |
| 2009                              | Luigi Masi                        | Save His Shoes                                | „Armed with Love”                              |        |
| 2009                              | Linda Andrews                     | Into the Light                                | „What If the Heart Is Wrong”                   |        |
| 2009                              | Linda Andrews                     | Into the Light                                | „Parachute”                                    |        |
| 2009                              | Jordin Sparks                     | Battlefield                                   | „S.O.S. (Let the Music Play)”                  |        |
| 2009                              | Pixie Lott                        | Turn It Up                                    | „Turn It up”                                   |        |
| 2009                              | Pixie Lott                        | Turn It Up                                    | „Gravity”                                      |        |
| 2009                              | Pixie Lott                        | Turn It Up                                    | „My Love”                                      |        |
| 2009                              | Basim                             | Befri dig selv                                | „Nok af dig”                                   |        |
| 2009                              | Basim                             | Befri dig selv                                | „Jeg vil være din”                             |        |
| 2009                              | JLS                               | JLS                                           | „Heal This Heartbreak”                         |        |
| 2009                              | Alien Beat Club                   | Diversity                                     | „One Touch”                                    |        |
| 2009                              | Alien Beat Club                   | Diversity                                     | „Simple Things”                                |        |
| 2009                              | Stan Walker                       | Introducing Stan Walker                       | „Black Box”                                    |        |
| 2010                              | School Gyrls                      | School Gyrls                                  | „I’m Not Just a Girl”                          |        |
| 2010                              | f(x)                              | NU ABO                                        | „NU ABO”                                       |        |
| 2010                              | Kimberley Locke                   | „Strobelight” (singel)                        | „Strobelight”                                  |        |
| 2010                              | Monrose                           | Ladylike                                      | „This Is Me”                                   |        |
| 2010                              | Kylie Minogue                     | Aphrodite                                     | „Get Outta My Way”                             |        |
| 2010                              | Kylie Minogue                     | Aphrodite                                     | „Go Hard or Go Home”                           |        |
| 2010                              | OMD                               | History of Modern                             | „Pulse”                                        |        |
| 2010                              | Basshunter                        | „Saturday” (singel)                           | „Saturday”                                     |        |
| 2010                              | Chris Willis                      | „Louder (Put Your Hands up)” (singel)         | „Louder (Put Your Hands up)”                   |        |
| 2010                              | The Wanted                        | The Wanted                                    | „Heart Vacancy”                                |        |
| 2010                              | The Wanted                        | The Wanted                                    | „A Good Day for Love to Die”                   |        |
| 2010                              | The Overtones                     | Good Ol' Fashioned Love                       | „Good Ol' Fashioned Love”                      |        |
| 2010                              | Shayne Ward                       | Obsession                                     | „Gotta Be Somebody”                            |        |
| 2011                              | September                         | Love CPR                                      | „Party in My Head”                             |        |
| 2011                              | September                         | Love CPR                                      | „Resuscitate Me”                               |        |
| 2011                              | Isis Gee                          | „How About That” (singel)                     | „How About That”                               | Remiks |
| 2011                              | Rasmus Nielsen                    | „Hør mig nu” (singel)                         | „Hør mig nu”                                   |        |
| 2011                              | Eric Saade                        | Saade Vol. 1                                  | „Me and My Radio”                              |        |
| 2011                              | Melanie C                         | The Sea                                       | „Think About It”                               |        |